# Липницкая (гора)
Липницкая — гора в Новоржевском районе Псковской области, одна из вершин Бежаницкой возвышенности. Высшая точка Псковской области. Расположена на южном берегу озера Липне в 19 км к югу от Новоржева. Абсолютная высота — 338,7 по данным 1984 года, более ранний замер был осуществлён в 1937 году Генштабом РККА и дал результат 339,4 м.
Вершина и склоны полностью заросли лесом. У подножия горы расположена деревня Наумково. В 1,5 км к юго-востоку находится более известная вершина Бежаницкой возвышенности — гора Лобно (337.9 м.).